# De Buljanus-dreiging
De Buljanusdreiging is de naam van het honderdste album uit de reeks van De avonturen van Urbanus en verscheen in 2003 in België. Het stripverhaal kwam van de hand van Willy Linthout.
In De Buljanusdreiging krijgen de Urbanussen het aan de stok met de familie Buljanus. Dit zijn regelrechte imitators van de familie Urbanus en bestaan uit Buljanus, Eufralie, Medard, Nabrico Donzesnor en Sint-André. Tollembeek is echter te klein voor twee geschifte families en daarom organiseert men een wedstrijd. Tot ieders verbazing winnen de Buljanussen. De familie Urbanus moet het dorp verlaten. Maar dan stoot de familie op een schilderij van Pieter Bruegel de Oude.

## Achtergronden bij het verhaal
- Urbanus leest in dit album op zeker moment het Kiekeboealbum De hoed van Robin om een raadsel van Nonkel Fillemon op te lossen. ([1])
- Het prentje uit een Jommekesalbum dat in dit album afgedrukt staat is afkomstig uit Het raadsel van Kiekebilleke.